# Джуха Іван Георгійович
Джуха Іван Георгійович (6 вересня 1952, Роздольне, Старобешівський район, Донецька область) — російський дослідник історії греків Приазов'я та понтійців загалом, керівник проекту «Грецький мартиролог».

## Біографія
Народився у грецькій родині. Від народження спілкувався грецькою мовою, російської майже не знав, тому до середньої школи пішов тільки у 8 років у рідному селі Роздольне, яку закінчив 1970 року. Оскільки одразу не вступив до Московського університету, 1971 року закінчив технічне училище за фахом водія бульдозеру, тоді ж з другої спроби вступив на географічний факультет МДУ. після завершення освіти за розподілом став викладачем інженерної геології у Вологодському політехнічному інституті.
1980 року вступив в аспірантуру, 1984 року захистив кандидатську дисертацію. З 1988 року працював у Вологодському педагогічному інституті, очолив міський Екологічний клуб, який пізніше став регіональною основою партії «Демократичний вибір Росії». 1999 року призначений керівником регіонального штабу виборчого блоку Союз правих сил, балотувався у Державну Думу РФ. У 2004 році покинув політику.

### Дослідження понтійського еллінізму
Дослідженням історії греків Приазов'я Іван Джуха почав займатись 1977 року, коли усвідомив, що вже навряд чи повернеться на батьківщину. Так збір різноманітних етнографічних матеріалів та офіційних документів став компенсуючим фактором. Коли зібрані відомості досягли критичної маси, намагався опублікувати їх в середині 1980 років, проте усі спроби виявились безуспішними.
1990 року з'явилась перша публікація у газеті «Комсомолець Донбасу». Того ж року під час візиту у Грецію з надією зацікавити понтійською темою власне еллінів познайомився із керівником центру дослідження еллінізму на просторі колишнього СРСР Адамом Пападопулосом, а також професором Салонікського університету Аристотеля Костасом Фотіадісом. Після цього два роки поспіль приїздив у Грецію на час відпустки, працював на будівництві і нарешті заробив необхідні кошти для самостійного видання книги.
Зрештою були опубліковані дві книги: «Одиссея мариупольских греков: очерк истории», видана у Вологді 1993 року та Греції, і «Милар (мельница): Роман-хроника (1914–1930 гг.)», видана в Донецьку у 2000 році.
Коли 2004 року було запущено проект «Грецький мартиролог» Іван Джуха став його виконавчим керівником. Видав 4 книги:
- «Греческая операция» (Репресії проти греків в епоху Великого терору 1937–1938 років)
- «Спецэшелоны идут на Восток» (Історія депортацій в 1940-ті роки)
- «Пишу своими словами…» (Депортація понтійських греків: листи з ГУЛАГу і місць спецпоселення)[4]
- «Стоял позади Парфенон, лежал впереди Магадан» (історія греків на Колимі)[5][6]

Ще мають бути написані дві книги. За реалізацію цього проекту 2005 року нагороджений золотою медаллю мерії міста Салоніки «За внесок у розвиток еллінізму».